# José Pizcueta y Donday
José Pizcueta y Donday (Valencia, 6 de febrero de 1792-Madrid, 1870) Médico, botánico e historiador.

## Biografía
Doctor en filosofía (1809) y medicina (1817). Estudió botánica en la Universidad de Valencia en las clases de Vicente Alfonso Lorente y, enviado como comisionado al Jardín Botánico de Madrid, con los maestros Mariano Lagasca y José Demetrio Rodríguez, discípulos de Antonio José de Cavanilles. 
En esta función de comisionado, confeccionó un herbario de plantas madrileñas y del Jardín de esa ciudad, que llevó consigo en su vuelta a Valencia.
Desde 1817 profesor de patología y botánica de la Universidad de Valencia y desde 1829 catedrático de Botánica. Director del Jardín Botánico de Valencia, entre 1829 y 1863, lo reorganizó siguiendo las ideas de la obra Genera plantarum (1836-1850) de Stephan Ladislaus Endlicher, publicando en 1856 un catálogo de las plantas del mismo.
En 1859 fue nombrado Rector de la Universidad de Valencia, cargo que ocupa hasta 1867 y que le llevó a reorganizar el Gabinete de Historia Natural.
Fue miembro de la Real Sociedad Económica Valenciana de Amigos del País, la cual premió su trabajo sobre Cavanilles y le encargó estudios sobre la aclimatación de la cochinilla.
Su hija, Francisca de Paula Pizcueta, se casó en Valencia el 15 de febrero de 1858 con Juan Vilanova y Piera, geólogo y paleontólogo español. Una vez jubilado, Pizcueta Donday se trasladó junto a él a Madrid.
En 1906 los herederos de José Pizcueta donaron al Jardín Botánico su biblioteca particular, formada por libros de botánica general y flores de los siglos XVIII y XIX. Este legado constituye la base del fondo antiguo de la Biblioteca.

## Obra
Entre sus publicaciones destacan :
- Theses medicae, Valencia, 1816.
- Elogio histórico de Don Antonio José Cavanilles, 1826.
- Enumeratio plantarum Horti Botanici Valentini, 1856.